# Kasteel Genthof

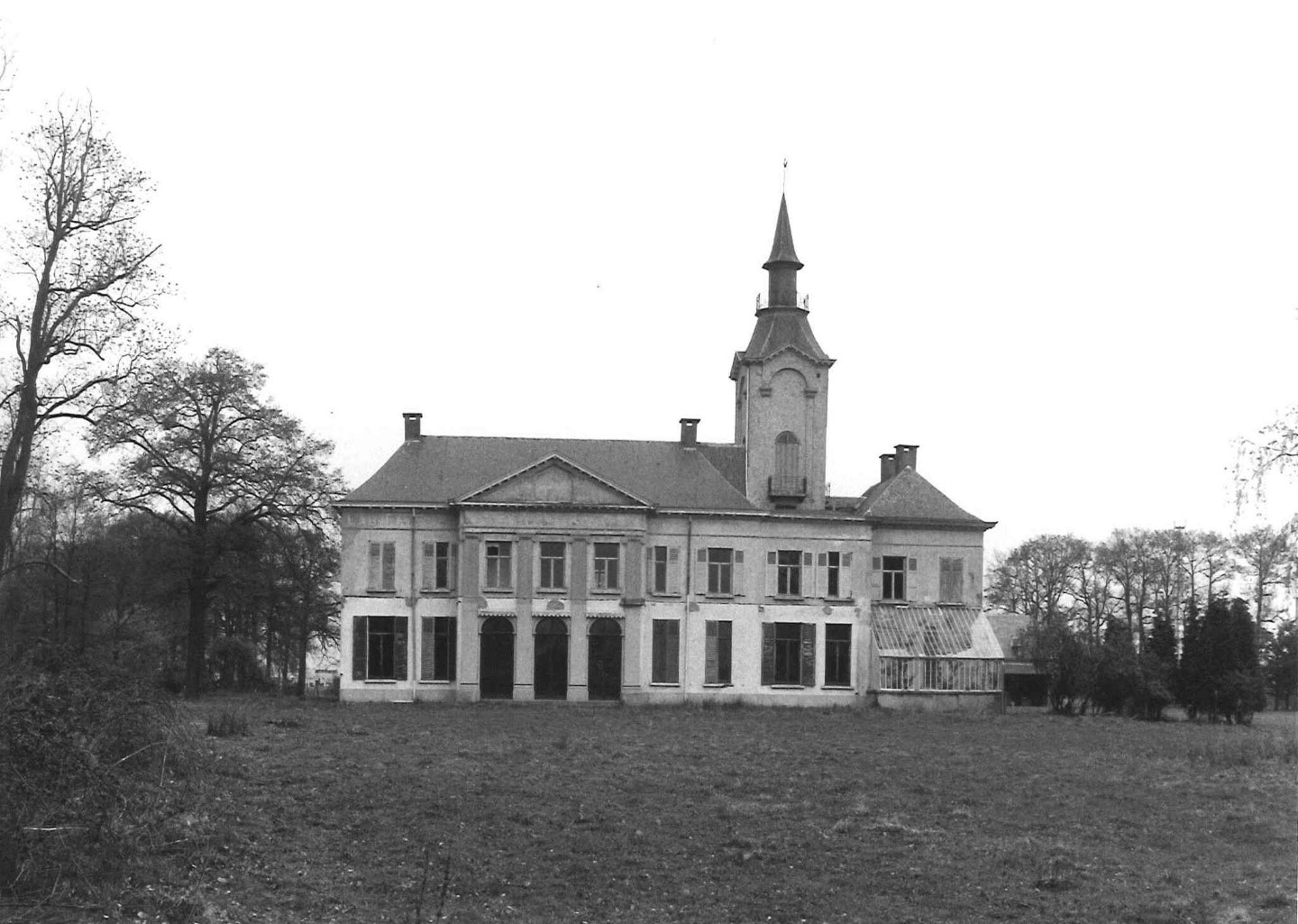
Kasteel Genthof, achtergevel

Het Kasteel Genthof is een kasteel in de Oost-Vlaamse plaats Buggenhout, gelegen aan de Mandekensstraat 117-121.

## Geschiedenis
Deze plaats werd voor het eerst vermeld in 1690 en was toen een omgracht buitenhuis, een zogeheten speelhofken ende Casteelken. Het was bezit van de familie Huens. Dit bleef zo tot 1812. Daarna kreeg het diverse eigenaren en in 1843 kwam het aan Prosper Auguste Felix de Behault de Blaregnies.
Deze liet het oude kasteel slopen en liet een nieuw, groter, kasteel bouwen naar ontwerp van Louis Minard. In 1896 werden de bijgebouwen gesloopt en door nieuwe vervangen: paardenstallen, koetshuis en bediendenverblijf. Voorts kwamen er serres.
Tot de Tweede Wereldoorlog werd het goed in de zomermaanden bewoond, maar na deze oorlog stond het jarenlang leeg totdat het in 1992 door Paul van Malderen werd gekocht. Deze liet de gebouwen restaureren en ook de tuin opnieuw aanleggen.

## Domein
Het kasteel heeft een kern van 1860 en werd in 1992 nog uitgebreid met een garagevleugel. De kern heeft een min of meer U-vormige plattegrond. Er is een torentje dat als belvedère is ingericht. De achtergevel heeft een driehoekig fronton dat gedragen wordt door ionische pilasters.